# Rasmus Lauge
Rasmus Lauge Schmidt (Randers, 20 de junho de 1991) é um jogador de handebol dinamarquês.

## Carreira
Lauge começou sua carreira no handebol no Bjerringbro FH. Em 2009, ele assinou um contrato de 3 anos com o Bjerringbro-Silkeborg. Ele assinou um contrato de 3 anos com o THW Kiel em 28 de fevereiro de 2013, que começou com o início da temporada 2013-2014. Em 5 de maio de 2015, Lauge assinou um contrato de 3 anos com o SG Flensburg-Handewitt.
Em 5 de março de 2018, foi anunciado que Rasmus Lauge continuaria sua carreira no time húngaro Telekom Veszprém, ingressando no clube a partir da temporada 2019/2020. Ele assinou um contrato de dois anos com o clube.
Ele fez sua estreia pela seleção dinamarquesa de handebol em 2010, e com eles ganhou campeonatos mundiais e europeus. Nos Jogos Olímpicos de Verão de 2024, em Paris, conquistou a medalha de ouro no torneio masculino do handebol, após vencer na final confronto contra a equipe alemã por 39–26.